# Cotone gasato
Il cotone gasato è un tipo di filato di cotone che ha subito una lavorazione industriale atta a migliorare le sue caratteristiche.
Il filo di cotone è formato da tante fibre del fiocco di cotone ritorte su loro stesse, pertanto non potrà essere un filo uniforme ma sarà un filato con della peluria sporgente.
Facendo passare il filato a una velocità adatta sopra una fiammella, la peluria sporgente viene bruciata lasciando il filato di cotone più uniforme, liscio, di mano asciutta.
Poiché per produrre la fiammella si usa gas combustibile il filato sottoposto a questo trattamento si dice "gasato" e la macchina operatrice "gasatrice".